# Cmentarz Rogożski
Cmentarz Rogożski w Moskwie (ros. Рогожское кладбище в Москве) – nekropolia położona w niżegorodzkim rejonie Moskwy, duchowe centrum moskiewskich staroobrzędowców. Mieści się przy ul. Staroobrzędowej 31a (Старообрядческая 31a). 
Cmentarz został założony po epidemii dżumy w 1771 za rogatkami Moskwy, po kilku latach za pozwoleniem Katarzyny II zbudowano tu molennę, dom modlitewny, a w okolicach zaczęli się osiedlać moskiewscy raskolnicy, tworząc lokalną moskiewską wspólnotę popowców, od 1853 centrum archiepiskopii Moskwy i Wszechrusi. 
W 1856 starowierom zakazano modłów na cmentarzu, ich prawa przywrócił dopiero ukaz tolerancyjny z 1905. 
Na cmentarzu pochowano wielu wybitnych kupców – przedstawicieli staroobrzędowców, m.in. braci Riabuszyńskich (właścicieli fabryki tekstyliów), Timofieja i Sawę Morozowów, Kuźmę Sołdatienkowa (wydawcę i właściciela galerii sztuki) czy rodzinę Szelaputinów (handlowców i działaczy charytatywnych). 
Po rewolucji październikowej cmentarz udostępniono wiernym innych wyznań i niewierzącym. W latach trzydziestych i czterdziestych pogrzebano tu szczątki ofiar represji stalinowskich, m.in. Jakowa Smuszkiewicza, Pawła Ryczagowa i Grigorija Szterna rozstrzelanych w październiku 1941 oficerów Armii Czerwonej.

## Świątynie
- Sobór Pokrowski, podlegający białokrynickiemu odłamowi staroobrzędowców.
- Cerkiew-dzwonnica Zmartwychwstania Pańskiego zaprojektowana przez Fiodora Gornostajewa, wzniesiona w latach 1907–1913 na pamiątkę ponownego otwarcia świątyń staroobrzędowców w Moskwie. Liczy sobie 80 metrów wysokości i jest drugą pod tym względem po kremlowskiej dzwonnicą w mieście.
- Chram św. Mikołaja Cudotwórcy wybudowany w 1776 na miejscu dawnej drewnianej kapliczki, od 1854 własność staroobrzędowców.
- Molenna Św. Michała – siedziba metropolity staroobrzędowców.
- Sobór Narodzenia Najświętszej Marii Panny – wybudowany w latach 1790–1792 przez Matwieja Kazakowa (nieczynny).
- Cerkiew Narodzenia Pańskiego – zbudowana w 1804 w stylu neobaroku cerkiewnego, wykorzystywana jako kościół zimowy.